# Salzbergwerk Bad Friedrichshall

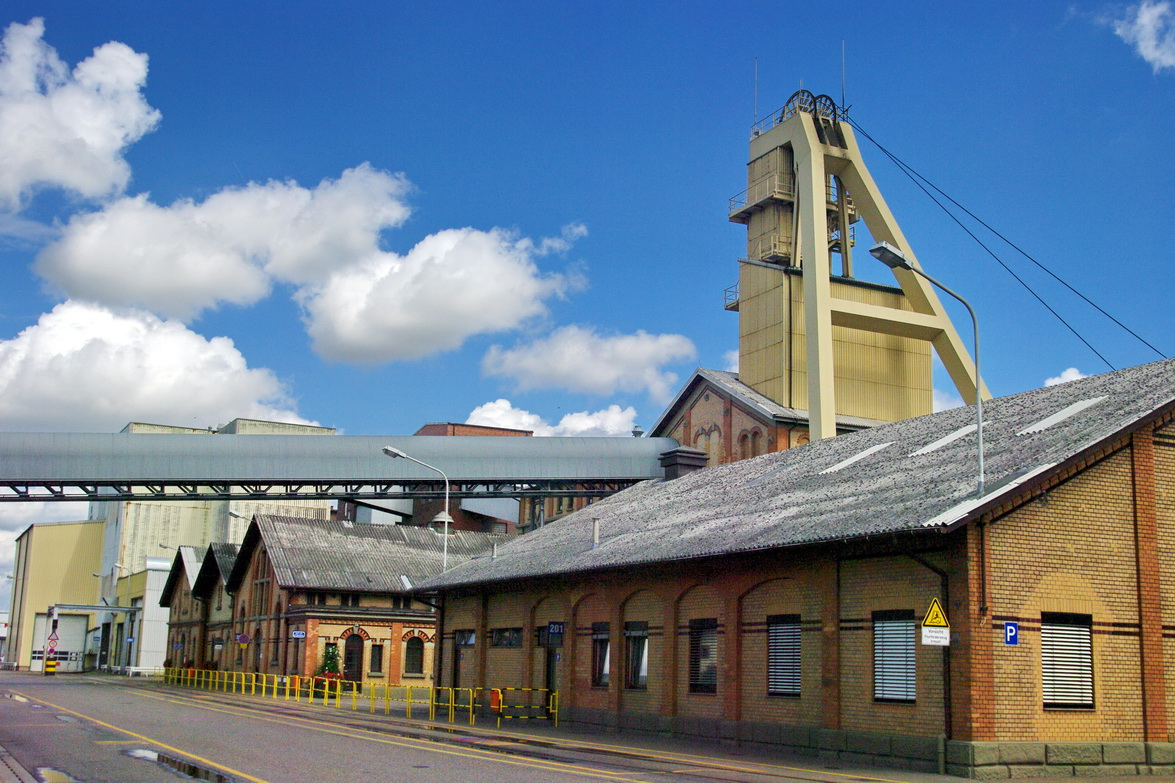
Das Salzbergwerk Schacht König Wilhelm II. in Bad Friedrichshall

Das Salzbergwerk Bad Friedrichshall ist ein Salz- und Schaubergwerk in der baden-württembergischen Stadt Bad Friedrichshall.

## Lage
Das Salzbergwerk Bad Friedrichshall liegt im Süden der Stadt Bad Friedrichshall, im Gewerbegebiet Salzbergwerk. In unmittelbarer Nähe zum Salzbergwerk befinden sich der Bahnhof Bad Friedrichshall-Kochendorf und die Anschlussstelle Bad Friedrichshall Süd zur Bundesstraße 27.

## Geschichte

### Schacht Friedrichshall

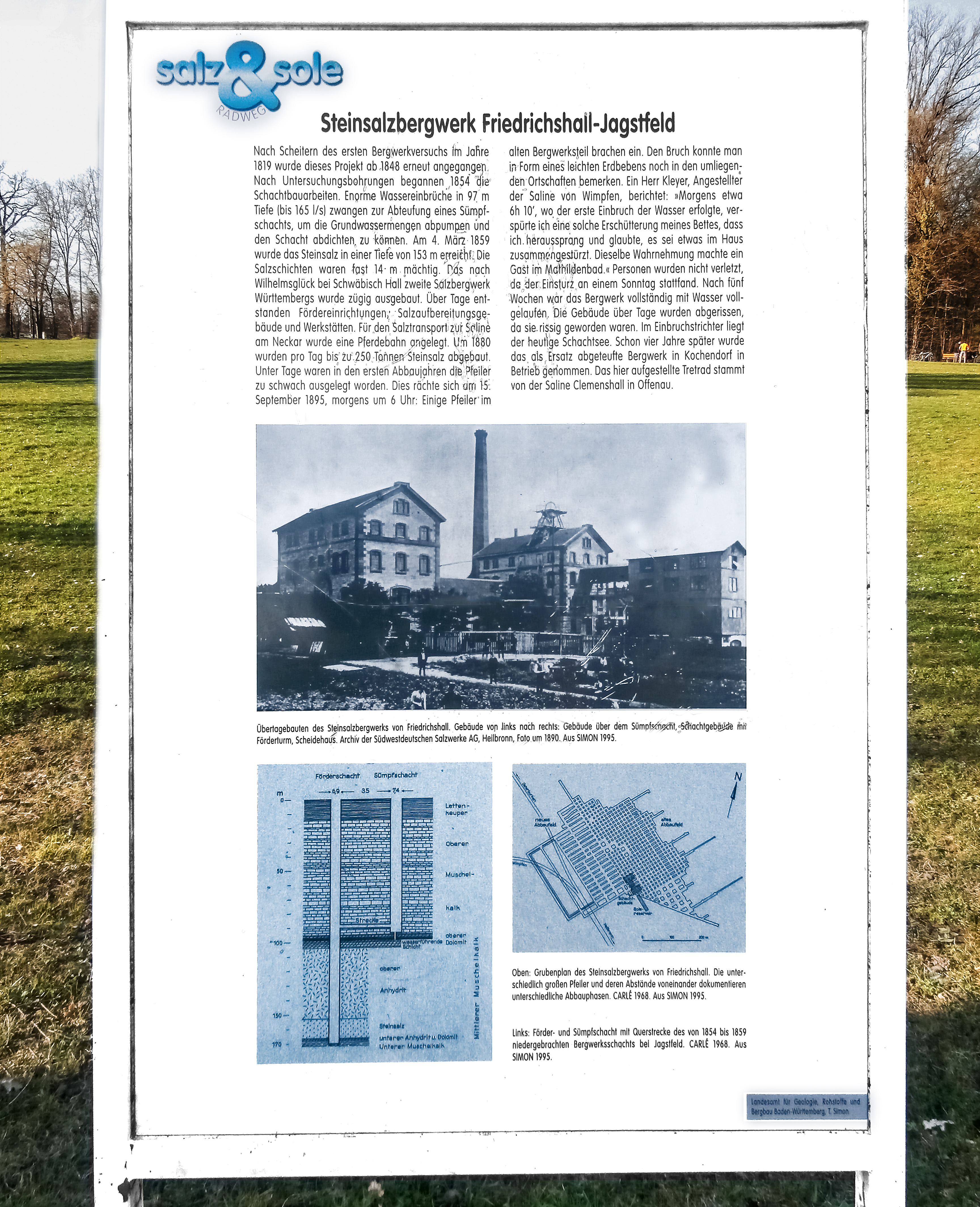
Informationstafel zum Schacht Friedrichshall-Jagstfeld

Nachdem im Jahr 1816 im heutigen Bad Friedrichshall-Jagstfeld Steinsalz erbohrt wurde und ein Siedehaus mit Vorwärm- und Siedepfanne, ein Solevorratsbehälter und ein Trockenraum errichtet worden waren, wurde im Jahre 1818 mit der Produktion begonnen. Unweit der Saline Friedrichshall scheiterte 1819 das Errichten eines Salzbergwerks in Jagstfeld aufgrund von Wasserzuflüssen. Unter der Leitung von Friedrich von Alberti gelang 1854 bis 1859 das Abteufen eines Schachtes zum bergmännischen Salzabbau. Das Bergwerk Friedrichshall-Jagstfeld war nach dem Salzbergwerk Wilhelmsglück bei Hall das zweite in Württemberg. Unzureichende Pfeiler führten 1895 zum Einsturz des Bergwerks und zu dessen Überflutung. An der Stelle des ehemaligen Schachtes Friedrichshall existiert heute der Schachtsee. Als Teil des Salz & Sole Radwegs befindet sich dort eine Informationstafel.

### Schacht König Wilhelm II.

#### Anfangsjahre
Nach dem Einsturz in Jagstfeld beschloss der württembergische Landtag 1895 ein neues Bergwerk im Heilbronner Gebiet. In der Nähe des Kochendorfer Bahnhofs wurde 1896 begonnen, einen Schacht als zweites Salzbergwerk abzuteufen. Mit der Überwachung der Arbeiten wurde Bergwerksinspektor August Bohnert betraut. Das Steinsalzlager konnte 1899 in einer Teufe von 151,5 Metern erreicht werden. Die Saline verkündete am 1. Dezember 1899 die Inbetriebnahme der Schachtanlage in Kochendorf. Am 10. Dezember 1901 erhielt das Bergwerk nach Genehmigung des württembergischen Königs Wilhelm II. den Namen Schacht König Wilhelm II.
In den Anfangsjahren betrug die jährliche Fördermenge 150.000 bis 180.000 Tonnen Salz. Wegen steigender Absatzzahlen entschied sich die Saline 1914, ihre Abbaudimensionierung zu ändern, wodurch die Förderung 1922 mit 336.000 Tonnen Salz ein Maximum erreichte. Die geringste Fördermenge wurde 1933 mit 93.000 Tonnen erreicht. Durch das Wasserkraftwerk am Salinenkanal wurde das Bergwerk mit Strom versorgt.

#### Zweiter Weltkrieg
Während des Zweiten Weltrkiegs wurde der durch die Einberufung zum Kriegsdienst verursachte Personalmangel durch den Einsatz von Zwangsarbeitern ausgeglichen. Aufgrund der Bombardierung durch die Alliierten begannen das Hauptstaatsarchiv Stuttgart und das Staatsarchiv Ludwigsburg 1942 damit, ihre Bestände in das Salzbergwerk einzulagern. In leeren Abbaukammern auf einer Fläche von 6400 Quadratmetern wurden Kulturgüter, darunter auch die Stuppacher Madonna, vor einer Zerstörung während des Krieges geschützt.
Im März 1944 stellte die Staatliche Saline für die Untertageverlagerung von Rüstungsbetrieben leere Abbaukammern im Bergwerk Kochendorf zur Verfügung. Das Herrichten der Kammern übernahm die Organisation Todt. Auch die Häftlinge des 1944 in Bad Friedrichshall errichteten Konzentrationslagers, des KZ Kochendorf, waren als Zwangsarbeiter hierfür tätig. Kurz vor Kriesende war das Bergwerk Ziel amerikanische Beschüsse, wodurch die Außenanlagen beschädigt wurden. Am 13. April 1945 wurde es von amerikanischen Truppen besetzt.

#### Nachkriegszeit und Einstellung der Salzförderung
Im Juni 1945 konnte die Salzförderung wieder aufgenommen werden. In den darauffolgenden Jahren wurden zahlreiche Modernisierungen vorgenommen. 1969 wurden im Salzbergwerk Bad Friedrichshall 900.000 Tonnen Salz gefördert. Planungen, einen zweiten Schacht am Bergwerk abzuteufen, wurden nach der Gründung der Südwestdeutschen Salzwerke 1971 nicht weiterverfolgt. Um die Kosten für einen zweiten Schacht zu vermeiden, wurden 1984 die Steinsalzbergwerke Heilbronn und Bad Friedrichshall unterirdisch miteinander verbunden. Der Schacht König Wilhelm II. wurde in der Zeit von 1986 bis 1988 saniert und mit einer neuen Förderanlage ausgerüstet.
Verbrüche im Bergwerk hatten 1992 ein Standsicherheitsgutachten zur Folge, bei welchem festgestellt wurde, dass ein Offenlassen der Hohlräume zu Tagesbrüchen führen könnte. Daraufhin ordnete das Landesbergamt den Versatz der gesamten Grube Kochendorf an. Am 19. August 1994 wurde die letzte Tonne Steinsalz aus Kochendorf gefördert. Seither findet die Verfüllung des Bergwerks statt.
Im Jahre 2012 wurde das neu gestaltete und modern konzipierte Besucherbergwerk in Bad Friedrichshall wiedereröffnet.
2020 wurde beschlossen, den letzten Teilabschnitt der Stromverbindung Suedlink von Brunsbüttel nach Großgartach ab Kochendorf bis kurz vor dem Umspannwerk Großgartach über eine Strecke von 16 Kilometer  untertägig in 200 Meter Teufe durch die Schächte und Strecken des Bergwerks zu führen.

## Besucherbergwerk
Das Besucherbergwerk in Bad Friedrichshall ist neben dem Erlebnisbergwerk Merkers (Thüringen), dem Kaliwerk Glückauf Sondershausen und dem Salzbergwerk Berchtesgaden (Bayern) eines von vier Besucherbergwerken in Deutschland und das einzige in Baden-Württemberg zum Thema Salzbergbau.
Erste Schachteinfahrten für Besucher sowie Veranstaltungen unter Tage im Kuppelsaal fanden bereits zu Beginn des 20. Jahrhunderts statt. In den 1930er-Jahren entstanden die Reliefs an den Seitennischen des Kuppelsaals. 1960 zählte das Bergwerk 60.000 Besucher. Anfang der 1970er Jahre wurden die Schachteinfahrten für Besucher eingestellt, ab 1977 wieder aufgenommen. Die jährlichen Besucherzahlen stiegen auf 140.000 an.
Besucher können im 2012 wiedereröffneten Besucherbergwerk 200 Millionen Jahre Erdgeschichte erleben. Beispielsweise können sie im sogenannten Kristallsaal die Glitzerwelt der in Millionen Jahren gewachsenen Kristalle erleben.
Der Kuppelsaal des Salzbergwerks besitzt monumentale Reliefs sowie auch eine 42 Meter lange Rutsche mit elf Metern Höhenunterschied. In der Technikkammer sieht man echte Förderbänder und Ladefahrzeuge; der Salzbergbau früher und heute wird erläutert. Zusätzlich erhält der Besucher dort Informationen über Entstehung, Geologie, Geschichte, Abbau und Verwendung von Steinsalz.
Neben Historischem werden im Salzbergwerk Bad Friedrichshall auch Gegenwart und Innovation im Salzabbau dargestellt, speziell die Arbeit der High-Tech-Maschine Continuous Miner. In der High-Tech Kammer wird die Arbeit dieser Maschine dargestellt.
Am 1. Mai 2025 wurde das Besucherbergwerk nach fünfjähriger Schließung wieder geöffnet. Die Schließung war notwendig geworden, nachdem Nitrosamine entdeckt wurden, die sich aus Gießereiabfällen in Verbindung mit Dieselabgasen gebildet hatten.

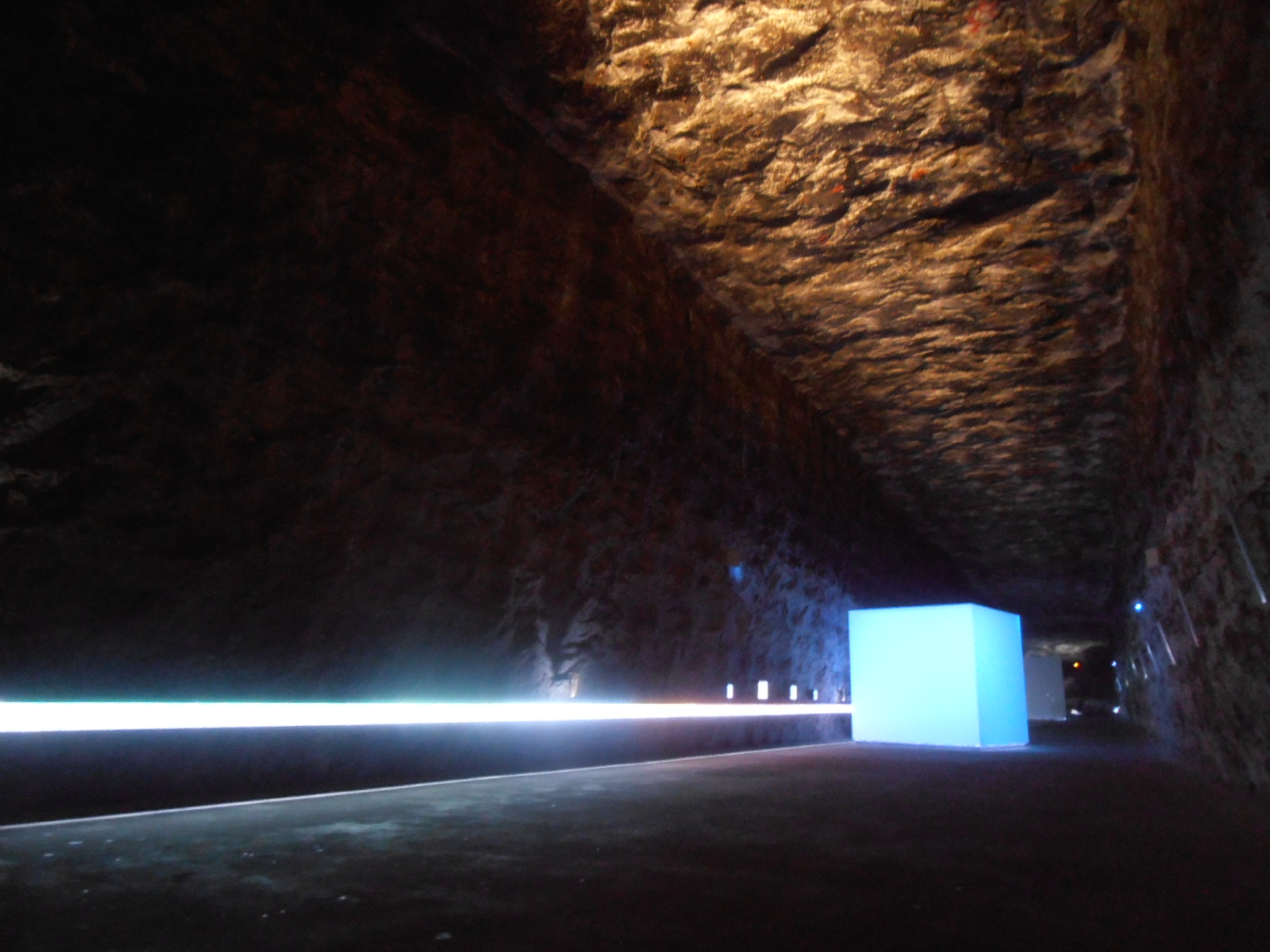
Saal mit Bohrkernvitrine (links) und Video-Kubus
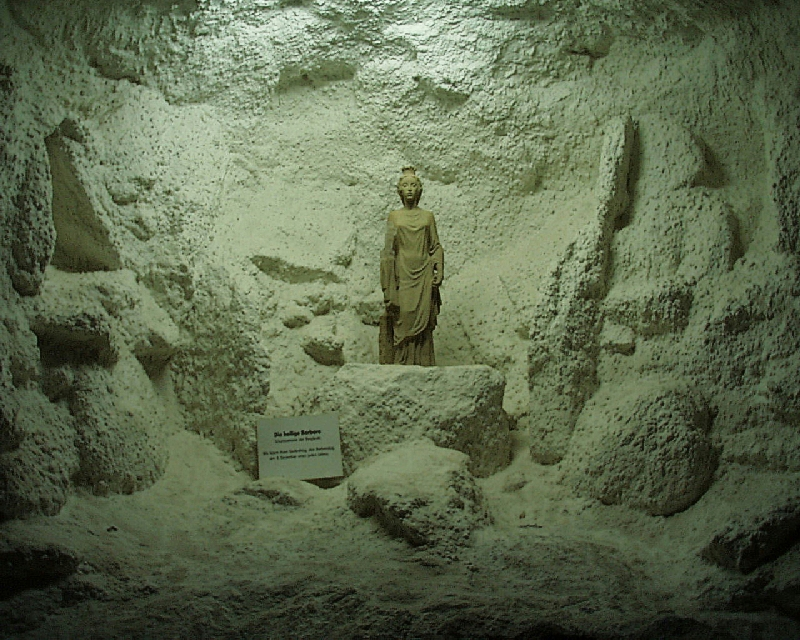
Grotte der Heiligen Barbara
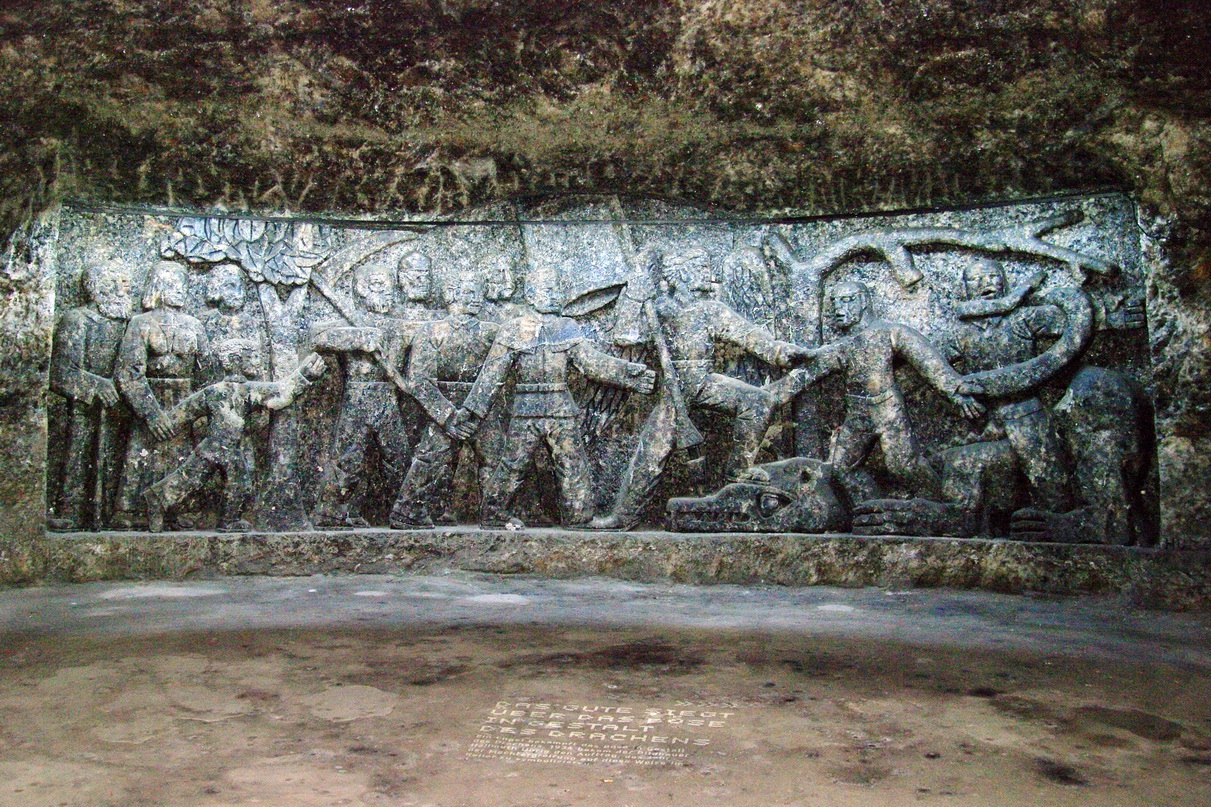
Relief im Kuppelsaal

## KZ-Gedenkstätte Bad Friedrichshall

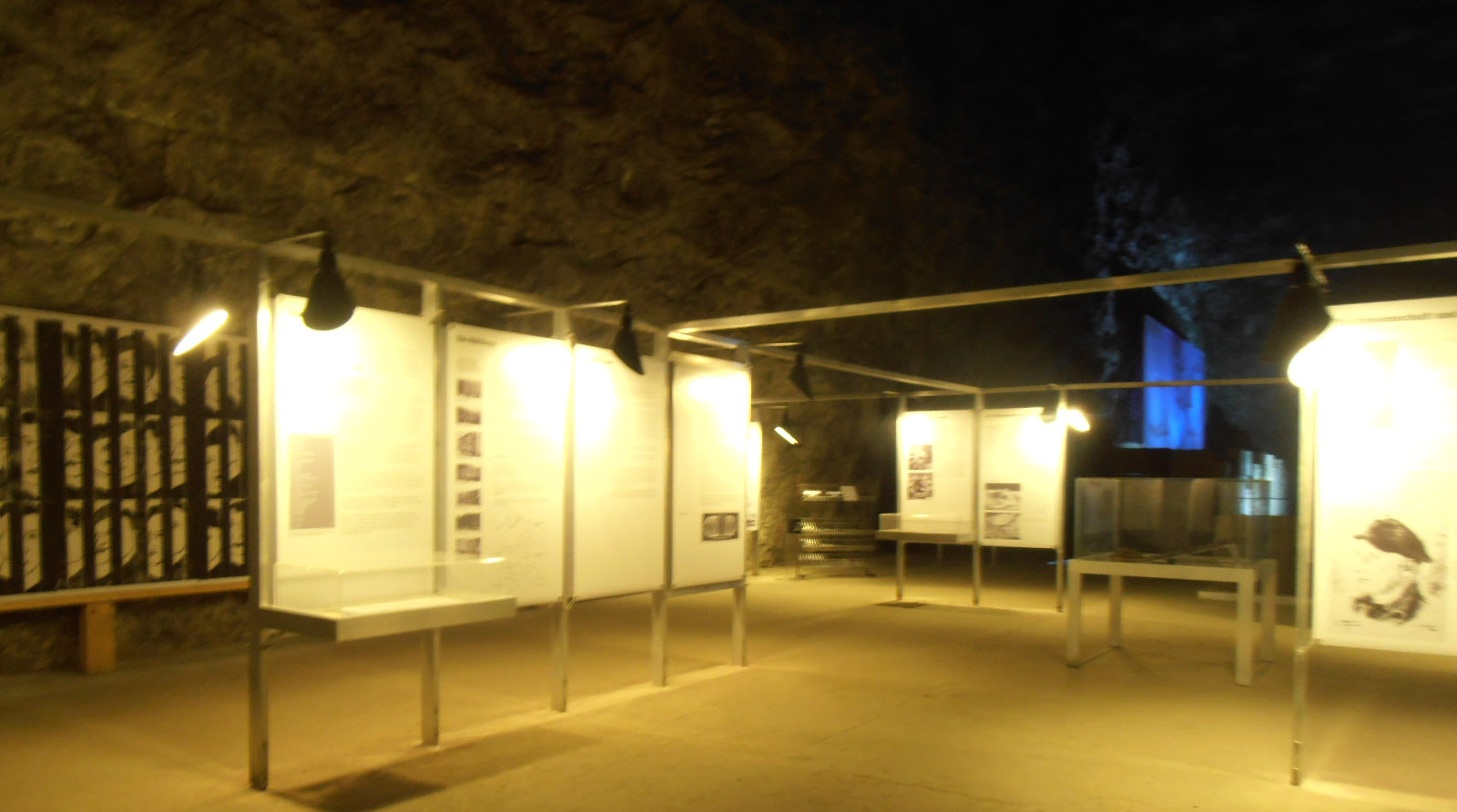
Die KZ-Gedenkstätte im Salzbergwerk Bad Friedrichshall

Die Rüstungsindustrie kam im Januar 1944 nach Bad Friedrichshall. Das Salzbergwerk sollte zur bombensicheren Rüstungsfabrik ausgebaut werden. Im September 1944 kamen die ersten Häftlinge in das in der Nähe zum Salzbergwerk und Bahnhof Bad Friedrichshall-Kochendorf befindliche Konzentrationslager, das KZ Kochendorf (ein Außenlager des KZ Natzweiler-Struthof). In sieben Monaten starben mehr als 200 Zwangsarbeiter, nicht mehr einsatzfähige Häftlinge wurden nach Vaihingen und Dachau abtransportiert. Ende März 1945 wurde das Konzentrationslager in Bad Friedrichshall geräumt.
Heute wird im Salzbergwerk Bad Friedrichshall mit einer Dauerausstellung an die Zwangsarbeit der Häftlinge des Konzentrationslagers erinnert. Fünfzig Jahre nach Kriegsende ließ die Stadt Bad Friedrichshall einen Gedenkstein am Platz des ehemaligen Lagers errichten. 1999 wurde die Miklos-Klein-Stiftung von der Stadt Bad Friedrichshall gegründet. Sie ist der Träger der Ausstellung im Salzbergwerk und wurde nach dem im KZ Kochendorf erhängten Juden Miklos Klein benannt. Nach ihm wurde auch der Vorplatz des Bahnhofs Bad Friedrichshall-Kochendorf in Miklos-Klein-Platz umbenannt.
In 180 Metern Tiefe befindet sich die Ausstellung in einer abgebauten Salzhalle. Hier produzierten die Häftlinge unter anderem Flugzeugturbinen.
Die Gedenkstätte ist in den Rundgang durch das Besucherbergwerk integriert.
Die Miklos-Klein-Stiftung, ehemaliges KZ Kochendorf (Bad Friedrichshall), ist Gründungsmitglied des Verbundes der Gedenkstätten im ehemaligen KZ-Komplex Natzweiler.